# Bradyopisthius dentatus
Bradyopisthius dentatus är en insektsart som beskrevs av Weidner 1941. Bradyopisthius dentatus ingår i släktet Bradyopisthius och familjen vårtbitare. Inga underarter finns listade i Catalogue of Life.